# إليزابيث سبيلك
إليزابيث شيلين سبيلك، زميلة الأكاديمية البريطانية (FBA) (من مواليد 28 مايو 1949) هي عالمة نفس إدراكية أمريكية في قسم علم النفس في جامعة هارفارد، ومديرة مختبر دراسات النمو.
ابتداءً من ثمانينيات القرن الماضي، أجرت تجارب على الرضع والأطفال الصغار لاختبار قدراتهم الإدراكية. وقد أشارت إلى أن البشر يمتلكون مجموعة واسعة من القدرات العقلية الفطرية. في السنوات الأخيرة، قدمت مساهمات مهمة في النقاش الدائر حول الاختلافات المعرفية بين الرجال والنساء. وتدافع عن الرأي القائل بأنه لا يوجد دليل علمي على وجود أي تفاوت كبير في القدرات العقلية بين الذكور والإناث.